# Mohammedan Sporting Club 2024-2025
Questa voce raccoglie le informazioni riguardanti il Mohammedan Sporting Club nelle competizioni ufficiali della stagione 2024-2025.

## Maglie e sponsor
| Casa | Trasferta |

## Organico

### Rosa
| N. |                               | Ruolo | Calciatore            |
| -- | ----------------------------- | ----- | --------------------- |
| 1  | India (bandiera)              | P     | Padam Chettri         |
| 4  | Uzbekistan (bandiera)         | C     | Mirjalol Kasimov      |
| 5  | India (bandiera)              | D     | Gaurav Bora           |
| 7  | India (bandiera)              | A     | Rochharzela           |
| 8  | India (bandiera)              | C     | Amarjit Singh Kiyam   |
| 9  | Brasile (bandiera)            | A     | Carlos França         |
| 10 | Argentina (bandiera)          | A     | Alexis Gómez          |
| 11 | India (bandiera)              | C     | Wahengbam Angousana   |
| 14 | India (bandiera)              | D     | Zodingliana Ralte     |
| 15 | India (bandiera)              | A     | Manvir Singh          |
| 16 | India (bandiera)              | D     | Mohammed Irshad       |
| 17 | Rep. Centrafricana (bandiera) | A     | César Lobi Manzoki    |
| 18 | India (bandiera)              | C     | Jeremy Laldinpuia     |
| 19 | India (bandiera)              | C     | Makan Chote           |
| 21 | India (bandiera)              | C     | K Lalrinfela          |
| 22 | India (bandiera)              | A     | Sagolsem Bikash Singh |
| 24 | India (bandiera)              | D     | Joe Zoherliana        |

| N. |                    | Ruolo | Calciatore                |
| -- | ------------------ | ----- | ------------------------- |
| 25 | India (bandiera)   | D     | Samad Mallick             |
| 27 | India (bandiera)   | P     | Bhaskar Roy               |
| 28 | Ghana (bandiera)   | D     | Joseph Adjei              |
| 29 | India (bandiera)   | A     | Lalremsanga Fanai         |
| 34 | India (bandiera)   | D     | Vanlalzuidika Chhakchhuak |
| 44 | Austria (bandiera) | C     | Marc Andre Schmerböck     |
| 55 | India (bandiera)   | D     | Mohammed Jassim           |
| 56 | India (bandiera)   | D     | Salman Faris              |
| 66 | India (bandiera)   | D     | Sajad Hussain Parray      |
| 69 | Francia (bandiera) | D     | Florent Ogier             |
| 75 | India (bandiera)   | A     | Soraisam Robinson Singh   |
| 89 | India (bandiera)   | C     | Robi Hansda               |
|    | India (bandiera)   | D     | Paogoumang Singson        |
|    | India (bandiera)   | D     | Juwel Ahmed Mazumder      |
|    | India (bandiera)   | D     | Sachu Siby                |
|    | India (bandiera)   | C     | Mahitosh Roy              |

| N. |                  | Ruolo | Calciatore            |
| -- | ---------------- | ----- | --------------------- |
| 42 | Ghana (bandiera) | D     | Abdul Kadiri Mohammed |

| N. |  | Ruolo | Calciatore |
| -- |  | ----- | ---------- |

### Staff tecnico
- Mehrajuddin Wadoo - Allenatore ad interim
- Pushpender Kundu - Vice allenatore
- Miloš Petrović - Allenatore portieri

## Calciomercato
| Acquisti | Acquisti                  | Acquisti        | Acquisti   |
| R.       | Nome                      | da              | Modalità   |
| -------- | ------------------------- | --------------- | ---------- |
| P        | Nikhil Deka               | Inter Kashi     | Definitivo |
| P        | Padam Chettri             |                 |            |
| P        | Bhaskar Roy               |                 | Svincolato |
| D        | Joseph Adjei              |                 |            |
| D        | Joe Zoherliana            | Aizawl          | Definitivo |
| D        | Vanlalzuidika Chhakchhuak |                 |            |
| D        | Gaurav Bora               | NorthEast Utd   | Definitivo |
| D        | Salman Faris              | FC Goa B        | Definitivo |
| D        | Mohammed Jassim           |                 |            |
| D        | Abdul Kadiri Mohammed     |                 | Svincolato |
| D        | Zodingliana Ralte         |                 |            |
| D        | Mohammed Irshad           |                 |            |
| D        | Samad Mallick             |                 |            |
| D        | Sajad Hussain Parray      | Hyderabad       | Definitivo |
| D        | Paogoumang Singson        | Odisha          | Definitivo |
| D        | Florent Ogier             |                 | Svincolato |
| C        | Mirjalol Kasimov          |                 |            |
| C        | K Lalrinfela              | Aizawl          | Definitivo |
| C        | Amarjit Singh Kiyam       | Punjab FC       | Definitivo |
| C        | Sajal Bag                 | NEROCA          | Definitivo |
| C        | Makan Chote               | Hyderabad       | Definitivo |
| C        | Wahengbam Angousana       |                 |            |
| C        | Tangva Ragui              | NEROCA          | Definitivo |
| A        | Alexis Gómez              |                 |            |
| A        | Rochharzela               | NorthEast Utd   | Definitivo |
| A        | Fahad Temuri              | Delhi           | Definitivo |
| A        | Soraisam Robinson Singh   | TRAU            | Definitivo |
| A        | Carlos França             |                 | Svincolato |
| A        | César Lobi Manzoki        | Hatta Club      | Definitivo |
| A        | Sagolsem Bikash Singh     | Kerala Blasters | Prestito   |
| A        | Lalremsanga Fanai         | Rajasthan Utd   | Definitivo |

| Cessioni | Cessioni              | Cessioni                             | Cessioni      |
| R.       | Nome                  | a                                    | Modalità      |
| -------- | --------------------- | ------------------------------------ | ------------- |
| P        | Nikhil Deka           | Template:Calcio Mohammedan Kolkata B | Definitivo    |
| P        | Lalbiakhlua Jongte    | Hyderabad                            | Fine prestito |
| P        | James Kithan          |                                      | Svincolato    |
| D        | Karandeep Singh       |                                      | Svincolato    |
| D        | Dettol Moirangthem    | Classic FA                           | Fine prestito |
| D        | Thokchom James Singh  | Delhi                                | Prestito      |
| C        | Bedashwor Singh       |                                      | Svincolato    |
| C        | Juan Nellar           |                                      | Svincolato    |
| C        | Abhijit Sarkar        |                                      | Svincolato    |
| C        | Samuel Lalmuanpuia    | Aizawl                               | Definitivo    |
| C        | Sajal Bag             | Delhi                                | Prestito      |
| C        | Tanmoy Ghosh          | Rajasthan Utd                        | Prestito      |
| C        | Tangva Ragui          | Sporting Bengaluru                   | Prestito      |
| C        | Abhishek Halder       |                                      | Svincolato    |
| A        | Eddie Hernández       | Olancho                              | Definitivo    |
| A        | David Lalhlansanga    | East Bengal                          | Definitivo    |
| A        | Sagolsem Bikash Singh | Kerala Blasters                      | Fine prestito |
| A        | Lalremsanga Fanai     | Rajasthan Utd                        | Fine prestito |
| A        | Evgeniy Kozlov        | Şahter Qarağandy                     | Definitivo    |
| A        | Beneston Barretto     |                                      | Svincolato    |
| A        | SK Faiaz              |                                      | Svincolato    |
| A        | Ashley Alban Koli     | Churchill Brothers                   | Prestito      |
| A        | Fahad Temuri          | Downtown Heroes                      | Definitivo    |
| A        | Samuel Lalmuanpuia    | Aizawl                               | Definitivo    |

### Mercato invernale
| Acquisti | Acquisti              | Acquisti         | Acquisti   |
| R.       | Nome                  | da               | Modalità   |
| -------- | --------------------- | ---------------- | ---------- |
| D        | Juwel Ahmed Mazumder  | Garhwal          | Definitivo |
| D        | Sachu Siby            | Inter Kashi      | Definitivo |
| C        | Mahitosh Roy          | Rajasthan Utd    | Definitivo |
| C        | Robi Hansda           | Calcutta Customs | Definitivo |
| C        | Marc Andre Schmerböck |                  | Svincolato |
| A        | Manvir Singh          | Jamshedpur       | Definitivo |

| Cessioni | Cessioni | Cessioni | Cessioni |
| R.       | Nome     | a        | Modalità |
| -------- | -------- | -------- | -------- |

### Cambio di allenatore
| Allenatore in uscita | Motivo     | Dal              | Fino al         | Allenatore in entrata       | A partire dal   |
| -------------------- | ---------- | ---------------- | --------------- | --------------------------- | --------------- |
| Andrey Chernyshov    | Dimissioni | 1 settembre 2023 | 29 gennaio 2025 | Mehrajuddin Wadoo (Interim) | 29 gennaio 2025 |

## Risultati

### Indian Super League
| Arbitro: | Kumar A. |

|  |           |                         |
|  | Marcatori | 90+4’ Alaeddine Ajaraie |

| Arbitro: | Purkayastha A. |

|                         |           |                      |
| Alexis Gómez 66’ (Rig.) | Marcatori | 90+4’ Armando Sadiku |

| Arbitro: | Nagvenkar T. |

|  |           |                       |
|  | Marcatori | 39’ Lalremsanga Fanai |

| Calcutta 5 ottobre 2024, ore 16:00 UTC+5:30 4ª giornata                                 | Mohun Bagan SG | 3 – 0 referto | Mohammedan | Salt Lake Stadium |
| \| \| \| \| \| Jamie Maclaren 8’ Subashish Bose 31’ Greg Stewart 36’ \| Marcatori \| \| |                |               |            |                   |
|                                                                                         |                |               |            |                   |
| Jamie Maclaren 8’ Subashish Bose 31’ Greg Stewart 36’                                   | Marcatori      |               |            |                   |

| Arbitro: | Kumar A. |

|                             |           |                  |
| Mirjalol Kasimov 28’ (Rig.) | Marcatori | 67’ Kwame Peprah |

| Arbitro: | Banerjee P. |

|  |           |                                                           |
|  | Marcatori | 4’, 15’ Allan Paulista 13’ Stefan Šapić 51’ Parag Shrivas |

| Calcutta 9 novembre 2024, ore 16:00 UTC+5:30 8ª giornata | East Bengal | 0 – 0 referto | Mohammedan | Salt Lake Stadium\| Arbitro: \| Kundu H. \| |
| Arbitro:                                                 | Kundu H.    |               |            |                                             |

| Arbitro: | Crystal J. |

|                       |           |                                                     |
| César Lobi Manzoki 8’ | Marcatori | 82’ (Rig.) Sunil Chhetri 90+9’ (A.g.) Florent Ogier |

| Arbitro: | Nathan S. |

|                                                         |           |                     |
| Sanan Mohammed K 53’ Javier Siverio 61’ Stephen Eze 79’ | Marcatori | 88’ Mohammed Irshad |

| Arbitro: | Kundu H. |

|                                   |           |  |
| Luka Majcen 58’ Filip Mrzljak 66’ | Marcatori |  |

| Arbitro: | Ramdasan K. |

|  |           |                         |
|  | Marcatori | 49’ Vikram Partap Singh |

| Arbitro: | Sekaran S. |

|                                                             |           |  |
| Bhaskar Roy 62’ (A.g.) Noah Sadaoui 80’ Alexandre Coeff 90’ | Marcatori |  |

| Calcutta 27 dicembre 2024, ore 15:00 UTC+5:30 14ª giornata | Mohammedan   | 0 – 0 referto | Odisha | Kishore Bharati Krirangan (2 177 spett.)\| Arbitro: \| Venkatesh R. \| |
| Arbitro:                                                   | Venkatesh R. |               |        |                                                                        |

| Guwahati 3 gennaio 2025, ore 15:00 UTC+5:30 15ª giornata | NorthEast Utd  | 0 – 0 referto | Mohammedan | Indira Gandhi Athletic Stadium\| Arbitro: \| Purkayastha A. \| |
| Arbitro:                                                 | Purkayastha A. |               |            |                                                                |

| Arbitro: | John C. |

|  |           |                      |
|  | Marcatori | 88’ Mirjalol Kasimov |

| Arbitro: | Amatya M. |

|                                                    |           |                                       |
| Manvir Singh 90+5’ Lalremsanga Fanai 90+12’ (Rig.) | Marcatori | 10’ PC Laldinpuia 49’ Lukas Brambilla |

| Arbitro: | Venkatesh R. |

|                                                                   |           |  |
| Gaurav Bora 72’ (A.g.) Lallianzuala Chhangte 78’ Thaer Krouma 82’ | Marcatori |  |

| Arbitro: | Purkayastha A. |

|  |           |                                               |
|  | Marcatori | 12’, 43’ Subashish Bose 20’, 53’ Manvir Singh |

| Arbitro: | Kundu H. |

|                                                            |           |                 |
| Allan Paulista 24’ Ramhlunchhunga 45+1’ Joseph Sunny 90+6’ | Marcatori | 78’ Makan Chote |

| Arbitro: | John C. |

|                   |           |                                                                |
| Carlos França 68’ | Marcatori | 27’ Naorem Mahesh Singh 65’ Saúl Crespo 89’ David Lalhlansanga |

| Arbitro: | Nathan S. |

|  |           |                                |
|  | Marcatori | 6’ Ritwik Das 83’ Nikhil Barla |

| Bhubaneswar 28 febbraio 2025, ore 15:00 UTC+5:30 24ª giornata | Odisha       | 0 – 0 referto | Mohammedan | Kalinga Stadium\| Arbitro: \| Venkatesh R. \| |
| Arbitro:                                                      | Venkatesh R. |               |            |                                               |

| Arbitro: | Purkayastha A. |

|                                               |           |  |
| Iker Guarrotxena 40’ Padam Chettri 86’ (A.g.) | Marcatori |  |

| Arbitro: | Nathan S. |

|                                           |           |                                   |
| Marc Andre Schmerböck 58’ Robi Hansda 66’ | Marcatori | 9’ Ezequiel Vidal 53’ Luka Majcen |

#### Andamento in campionato
| Giornata  | 1 | 2 | 3 | 4  | 5  | 6  | 7  | 8  | 9  | 10 | 11 | 12 | 13 | 14 | 15 | 16 | 17 | 18 | 19 | 20 | 21 | 22 | 23 | 24 | 25 | 26 |
| --------- | - | - | - | -- | -- | -- | -- | -- | -- | -- | -- | -- | -- | -- | -- | -- | -- | -- | -- | -- | -- | -- | -- | -- | -- | -- |
| Luogo     | C | C | T | T  | C  | C  | X  | T  | C  | T  | T  | C  | T  | C  | T  | T  | C  | X  | T  | C  | T  | C  | C  | T  | T  | C  |
| Risultato | P | N | V | P  | P  | P  | X  | N  | P  | P  | P  | P  | P  | N  | N  | V  | N  | X  | P  | P  | P  | P  | P  | N  | P  | N  |
| Posizione | 9 | 9 | 7 | 10 | 11 | 12 | 12 | 12 | 12 | 13 | 13 | 13 | 13 | 13 | 13 | 12 | 12 | 13 | 13 | 13 | 13 | 13 | 13 | 13 | 13 | 13 |

Legenda:

Luogo: C = Casa; T = Trasferta. Risultato: V = Vittoria; N = Pareggio; P = Sconfitta.

### Super Cup
| Bhubaneswar 24 aprile 2025, ore 13:00 UTC+5:30 Ottavi di finale                                                                    | NorthEast Utd | 6 – 0 referto | Mohammedan | Kalinga Stadium (1 781 spett.) |
| \| \| \| \| \| Jithin MS 3’ Alaeddine Ajaraie 18’, 57’, 90+2’ (Rig.) Néstor Albiach 42’ Guillermo Fernández 66’ \| Marcatori \| \| |               |               |            |                                |
| |               |               |            |                                |
| Jithin MS 3’ Alaeddine Ajaraie 18’, 57’, 90+2’ (Rig.) Néstor Albiach 42’ Guillermo Fernández 66’                                   | Marcatori     |               |            |                                |

### Durand Cup
| Arbitro: | Senthil Nathan S |

|                       |           |                       |
| Ashley Alban Koli 66’ | Marcatori | 39’ Nikola Stojanović |

| Arbitro: | Venkatesh R |

|                                     |           |                                                                     |
| Israfil Dewann 77’ Roy Mahitosh 90’ | Marcatori | 7’ Aleksandar Jovanović 22’ (A.g.) Dipu Halder 60’ Vinith Venkatesh |

| Arbitro: | Aditya Purkayastha |

|                 |           |  |
| Sujit Singh 24’ | Marcatori |  |

#### Andamento in campionato
| Giornata  | 1 | 2 | 3 |  |
| --------- | - | - | - |  |
| Luogo     | C | C | C |  |
| Risultato | N | P | V |  |
| Posizione | 3 | 3 | 2 |  |

Legenda:

Luogo: C = Casa; T = Trasferta. Risultato: V = Vittoria; N = Pareggio; P = Sconfitta.

### Calcutta Football League
In questa competizione il Mohammedan schiera la squadra riserve, allenata da Hakim Ssengendo.

#### Gruppo A
| Calcutta 25 giugno 2024, ore 15:30 UTC+5:30 1ª giornata                                                      | Mohammedan | 6 – 0 referto | Wari | Kishore Bharati Krirangan |
| \| \| \| \| \| Sajal Bag 31’, 55’ Ashley Koli 65’ Thokchom Singh 75’ Lalthankima 79’, 85’ \| Marcatori \| \| |            |               |      |                           |
| |            |               |      |                           |
| Sajal Bag 31’, 55’ Ashley Koli 65’ Thokchom Singh 75’ Lalthankima 79’, 85’                                   | Marcatori  |               |      |                           |

| Calcutta 1 luglio 2024, ore 9:30 UTC+5:30 2ª giornata | Kidderpore | 0 – 0 referto | Mohammedan | Braun Field Square |

| Calcutta 5 luglio 2024, ore 13:30 UTC+5:30 3ª giornata                     | Mohammedan | 1 – 2 referto          | Kalighat MS | Mohammedan Sporting Ground |
| \| \| \| \| \| Israfil Dewan 82’ \| Marcatori \| 36’, 40’ Dorjee Pasang \| |            |                        |             |                            |
|                                                                            |            |                        |             |                            |
| Israfil Dewan 82’                                                          | Marcatori  | 36’, 40’ Dorjee Pasang |             |                            |

| Calcutta 9 luglio 2024, ore 13:30 UTC+5:30 4ª giornata                                               | Army Red  | 1 – 3 referto                                | Mohammedan | Mohammedan Sporting Ground |
| \| \| \| \| \| Pp Shafeel 67’ (Rig.) \| Marcatori \| 38’, 45+3’ Israfil Dewann 53’ Thokchom Singh \| |           |                                              |            |                            |
| |           |                                              |            |                            |
| Pp Shafeel 67’ (Rig.)                                                                                | Marcatori | 38’, 45+3’ Israfil Dewann 53’ Thokchom Singh |            |                            |

| Calcutta 14 luglio 2024, ore 13:30 UTC+5:30 5ª giornata                                                                | Mohammedan | 3 – 1 referto          | Southern Samity | Mohammedan Sporting Ground |
| \| \| \| \| \| Robinson Singh Soraisam 33’ Israfil Dewan 70’ Lalthankima 85’ \| Marcatori \| 65’ Muthayyan Alocious \| |            |                        |                 |                            |
| |            |                        |                 |                            |
| Robinson Singh Soraisam 33’ Israfil Dewan 70’ Lalthankima 85’                                                          | Marcatori  | 65’ Muthayyan Alocious |                 |                            |

| Calcutta 20 luglio 2024, ore 13:30 UTC+5:30 6ª giornata                                            | United SC | 3 – 1 referto    | Mohammedan | Mohammedan Sporting Ground |
| \| \| \| \| \| Bawlte Rohmingthanga 47’ Sujal Munda 81’, 90+6’ \| Marcatori \| 90’ Roy Mahitosh \| |           |                  |            |                            |
| |           |                  |            |                            |
| Bawlte Rohmingthanga 47’ Sujal Munda 81’, 90+6’                                                    | Marcatori | 90’ Roy Mahitosh |            |                            |

| Calcutta 25 luglio 2024, ore 13:30 UTC+5:30 7ª giornata                                 | Mohammedan | 2 – 1 referto   | Pathachakra | Mohammedan Sporting Ground |
| \| \| \| \| \| Israfil Dewann 20’ Roy Mahitosh 90+3’ \| Marcatori \| 48’ Dipu Halder \| |            |                 |             |                            |
|                                                                                         |            |                 |             |                            |
| Israfil Dewann 20’ Roy Mahitosh 90+3’                                                   | Marcatori  | 48’ Dipu Halder |             |                            |

| Calcutta 4 agosto 2024, ore 13:30 UTC+5:30 8ª giornata              | Mohammedan | 1 – 1 referto    | Diamond Harbour | Mohammedan Sporting Ground |
| \| \| \| \| \| Bamiya Samad 93’ \| Marcatori \| 31’ Jobby Justin \| |            |                  |                 |                            |
|                                                                     |            |                  |                 |                            |
| Bamiya Samad 93’                                                    | Marcatori  | 31’ Jobby Justin |                 |                            |

| Calcutta 10 agosto 2024, ore 13:30 UTC+5:30 9ª giornata | Mohammedan | 0 – 0 referto | BSS Sporting | Mohammedan Sporting Ground |

| Calcutta 19 agosto 2024, ore 13:30 UTC+5:30 10ª giornata                                           | Mohammedan | 4 – 1 referto   | Aryan | Mohammedan Sporting Ground |
| \| \| \| \| \| Mahitosh Roy 51’ Israfil Dewan 60’, 90+2’, 90+7’ \| Marcatori \| Prohlad Roy 22’ \| |            |                 |       |                            |
| |            |                 |       |                            |
| Mahitosh Roy 51’ Israfil Dewan 60’, 90+2’, 90+7’                                                   | Marcatori  | Prohlad Roy 22’ |       |                            |

| Calcutta 22 agosto 2024, ore 13:30 UTC+5:30 11ª giornata                                             | Mohammedan | 2 – 2 Sospesa e ripresa il 29 agosto referto | Suruchi Sangha | Mohammedan Sporting Ground |
| \| \| \| \| \| Bamiya Samad 32’ Lalthankima 68’ \| Marcatori \| 19’ Abu Sufiyan 24’ Jaideep Singh \| |            |                                              |                |                            |
| |            |                                              |                |                            |
| Bamiya Samad 32’ Lalthankima 68’                                                                     | Marcatori  | 19’ Abu Sufiyan 24’ Jaideep Singh            |                |                            |

| Calcutta 25 agosto 2024, ore 13:30 UTC+5:30 12ª giornata                               | Mohammedan | 1 – 2 Posticipata al 1º settembre e sospesa causa maltempo. Conclusa il 4 settembre referto | Measurers | Mohammedan Sporting Ground |
| \| \| \| \| \| Lalngaihasaka 6’ \| Marcatori \| 57’ S. Khan 74’ Mohammad Firoz Khan \| |            |                                                                                             |           |                            |
|                                                                                        |            |                                                                                             |           |                            |
| Lalngaihasaka 6’                                                                       | Marcatori  | 57’ S. Khan 74’ Mohammad Firoz Khan                                                         |           |                            |

La partita tra Mohammedan e Suruchi Sangha del 22 agosto è stata sospesa a causa del mal tempo durante l'intervallo.
La partita del 1º settembre contro il Measurers è stata interrotta al 58' causa maltempo, la restante parte della partita verrà riprogrammata.

##### Andamento in campionato
| Giornata  | 1 | 2 | 3 | 4 | 5 | 6 | 7 | 8 | 9 | 10 | 11 | 12 | 13 |
| --------- | - | - | - | - | - | - | - | - | - | -- | -- | -- | -- |
| Luogo     | C | T | C | T | C | T | C | C | C | C  | C  | C  | X  |
| Risultato | V | N | P | V | V | P | V | N | N | V  | N  | P  | X  |
| Posizione | 2 | 3 | 4 | 2 | 1 | 5 | 3 | 4 | 4 | 3  | 3  | 3  | 3  |

Legenda:

Luogo: C = Casa; T = Trasferta. Risultato: V = Vittoria; N = Pareggio; P = Sconfitta.

#### Super Six
| Arbitro: | Debabrata Naskar |

|                                       |           |  |
| Lalngaihasaka 73’ Israfil Dewan 90+5’ | Marcatori |  |

| Arbitro: | Dipak Singha |

|           |           |                    |
| Suraj 71’ | Marcatori | 30’ Robi 45’ Ujjal |

| Arbitro: | Dipu Roy |

|                                              |           |                   |
| Bamiya Samad 20’ Soraisam Robinson Singh 51’ | Marcatori | 40’, 75’ Jesin TK |

| Arbitro: | Rabin Biswas |

|                                  |           |                  |
| Abusufian SK 75’ Sanjoy Oraw 85’ | Marcatori | 39’ Lalngaihsaka |

| 28 settembre 2024, ore 11:30 UTC+5:30 5ª giornata | Diamond Harbour | – | Mohammedan |  |

L'East Bengal ha ottenuto la vittoria a tavolino contro il Mohammedan a causa della violazione di quest'ultimo della regola son of the soil.

##### Andamento in campionato
| Giornata  | 1 | 2 | 3 | 4 | 5 |
| --------- | - | - | - | - | - |
| Luogo     | C | C | C | T | T |
| Risultato | V | P | N | P |   |
| Posizione | 6 | 6 | 6 | 6 | 6 |

Legenda:

Luogo: C = Casa; T = Trasferta. Risultato: V = Vittoria; N = Pareggio; P = Sconfitta.